# 星球大战：前线II (2005年游戏)
《星際大戰 戰場前線II》是建基於《星際大戰》系列，由Pandemic Studios開發並由LucasArts發行在PlayStation 2、Xbox、Microsoft Windows和Playstation Portable平台的第一或第三人稱射擊遊戲，同時也是繼星際大戰：戰場前線後，《星際大戰：戰場前線》系列的第二部主要作品。遊戲於2005年10月31日在全球地區發行。